# Serie Final de la Liga Nacional de Baloncesto 2014
La Serie Final de la Liga Nacional de Baloncesto 2014 fue la serie definitiva para la Liga Nacional de Baloncesto 2014. Los campeones del Circuito Norte, los Metros de Santiago derrotaron a los campeones del Circuito Sureste, los Titanes del Distrito Nacional en 6 partidos (4-2), logrando su tercer campeonato de la historia. El jugador de los Metros, Víctor Liz fue elegido Jugador Más Valioso de la Serie Final.
Esta fue la tercera aparición en una serie final de la liga para los Metros, siendo exitosos en las dos apariciones anteriores en 2006 y 2007. Mientras que los Titanes hicieron su cuarta aparición en la historia del equipo (Dos apariciones como Constituyentes de San Cristóbal, de las cuales fueron exitosos en 2008).
La serie se disputó del 29 de junio al 11 de julio de 2014 y fue disputada con el formato de ida y vuelta en cada uno de los partidos (los Metros disputaron en casa los partidos 1, 3 y 5, mientras que los Titanes jugaron en casa los partidos 2, 4 y 6).

## Trayectoria hasta la Serie Final
Estos son los resultados de ambos equipos desde el comienzo de la temporada:
| Circuito | Equipo                        | Serie regular          | Serie Final de Circuito                       |
| -------- | ----------------------------- | ---------------------- | --------------------------------------------- |
| Norte    | Metros de Santiago            | 13-7 (1º del circuito) | Derrotaron a los Reales de La Vega, 3-2       |
| Sureste  | Titanes del Distrito Nacional | 13-7 (1º del circuito) | Derrotaron a los Leones de Santo Domingo, 3-1 |

## Enfrentamientos en serie regular
| 25 de mayo de 2014 | Metros de Santiago                                      | 110–88               | Titanes del Distrito Nacional                            |                                                                      |  |
|                    | Parciales: 27 - 18, 24 - 28, 34 - 20, 25 - 22           |                      |                                                          |                                                                      |  |
|                    | Estadísticas Víctor Liz 36 Rome Sanders 11 Víctor Liz 4 | Reporte Pts Reb Asts | Estadísticas 25 Gerardo Suero 7 Rob Jones 3 Danilo Núñez | Pabellón: Gran Arena del Cibao, Santiago de los Caballeros, Santiago |  |

| 1 de junio de 2014 | Titanes del Distrito Nacional                              | 89–73                | Metros de Santiago                                          |                                                                                     |  |
|                    | Parciales: 18 - 20, 18 - 17, 23 - 18, 27 - 18              |                      |                                                             |                                                                                     |  |
|                    | Estadísticas Gerardo Suero 22 Rashad Jones 8 Luis Guzmán 4 | Reporte Pts Reb Asts | Estadísticas 20 Víctor Liz 8 tres jugadores 5 Adris de León | Pabellón: Pabellón de Voleibol del Centro Olímpico Juan Pablo Duarte, Santo Domingo |  |

## Serie Final

### Partido 1
| 29 de junio de 2014 | Metros de Santiago                                           | 89–74                | Titanes del Distrito Nacional                                          |                                                                      |  |  |
|                     | Parciales: 19 - 12, 26 - 23, 21 - 20, 23 - 19                |                      |                                                                        |                                                                      |  |  |
|                     | Estadísticas Víctor Liz 23 Eloy Vargas 11 cuatro jugadores 2 | Reporte Pts Reb Asts | Estadísticas 26 James Maye 13 Rashad Jones-Jennings 1 cuatro jugadores | Pabellón: Gran Arena del Cibao, Santiago de los Caballeros, Santiago |  |  |
| Metros lideran 1-0  |                                                              |                      |                                                                        |                                                                      |  |  |
|                     |                                                              |                      |                                                                        |                                                                      |  |  |

Los Metros derrotaron a los Titanes 89-74 en el primer encuentro de la serie, pasando a liderar la misma 1-0. Los Metros tuvieron un gran comienzo, abriendo una ventaja de 19-12 en el primer periodo del partido. En el segundo cuarto, los Metros ampliaron la ventaja a diez puntos tras finalizar la primera mitad con un resultado de 45-35, ventaja que fueron ampliando durante el resto del partido. Los Metros lograron un 52% de tiros de campo, anotaron 32 de 62 intentos al aro de los cuales 12 tiros anotados fueron triples.
Víctor Liz lideró a los Metros con 23 puntos, también logró 2 rebotes y 2 asistencias, Amaury Filión registró 13 puntos, el venezolano Windi Graterol logró 10 puntos, mientras que Eloy Vargas rozó el doble-doble al capturar 11 rebotes y anotar 7 puntos. El estadounidense nacionalizado dominicano James Maye fue el líder del partido tras aportar 26 puntos a los Titanes, mientras que el refuerzo Rob Jones logró 18 puntos.

### Partido 2
| 2 de julio de 2014 | Titanes del Distrito Nacional                                         | 80–75                | Metros de Santiago                                                 |                                                                                     |  |  |
|                    | Parciales: 18 - 14, 14 - 21, 24 - 13, 24 - 27                         |                      |                                                                    |                                                                                     |  |  |
|                    | Estadísticas Gerardo Suero 28 Rashad Jones-Jennings 19 José Fortuna 2 | Reporte Pts Reb Asts | Estadísticas 15 Víctor Liz 6 Víctor Liz 2 W. Graterol y J. Ramírez | Pabellón: Pabellón de Voleibol del Centro Olímpico Juan Pablo Duarte, Santo Domingo |  |  |
| Serie empatada 1-1 |                                                                       |                      |                                                                    |                                                                                     |  |  |
|                    |                                                                       |                      |                                                                    |                                                                                     |  |  |

Los Titanes derrotaron a los Metros con un resultado de 80-75 para empatar la serie final a 1 partido cada uno. Los Titanes comenzaron con la cabeza en alto en el primer periodo tras finalizar el cuarto con resultado de 18-14. Los Metros llegaron a la segunda mitad ganando el partido 35-32, pero los Titanes definieron el partido durante el tercer parcial tras concluir con un resultado de 24-13.
Gerardo Suero fue el líder del partido tras anotar 28 puntos para liderar a los Titanes a la victoria, también se destacan las actuaciones de James Maye quien aportó 21 puntos, Robert Jones quien registró 18 tantos y Rashad Jones-Jennings quien lideró el partido con 19 rebotes y registró 5 puntos. Víctor Liz registró 15 en la derrota de los Metros, Adris De Léon 13 puntos y el venezolano Windi Graterol 12 tantos.

### Partido 3
| 4 de julio de 2014 | Metros de Santiago                                                    | 98–95                | Titanes del Distrito Nacional                                         |                                                                      |  |  |
|                    | Parciales: 19 - 24, 26 - 15, 15 - 24, 26 - 23 (T.E.: 12 - 9)          |                      |                                                                       |                                                                      |  |  |
|                    | Estadísticas V. Liz y A. Carmona 18 Eloy Vargas 11 cuatro jugadores 2 | Reporte Pts Reb Asts | Estadísticas 30 Gerardo Suero 10 Rashad Jones-Jennings 2 Robert Jones | Pabellón: Gran Arena del Cibao, Santiago de los Caballeros, Santiago |  |  |
| Metros lideran 2-1 |                                                                       |                      |                                                                       |                                                                      |  |  |
|                    |                                                                       |                      |                                                                       |                                                                      |  |  |

Los Metros derrotaron a los Titanes 98-95 después de un tiempo extra, para liderar la serie final 2 juegos a 1. Los Titanes comenzaron liderando el partido 24-19 tras concluir el primer cuarto, pero un 26-15 en el segundo parcial puso a los Metros delante 45-39 al finalizar la primera mitad. Tras concluir los cuatro parciales reglamentarios el partido estaba empata a 86 necesitando un tiempo extra de 5 minutos para definir el ganador del partido. En esos 5 minutos extra el partido continuo apretado hasta el último minuto cuando Adris de León anotó 2 tiros libres para poner el partido 96-94 a favor de los Metros con 44 segundo restante. Con 31 segundo restante los Titanes se acercaron cuando el estadounidense Robert Jones provocó una falta personal, pero solo anotó uno de los dos intentos dejando el marcador a favor de los Metros 96-95. El partido lo sentencio el venezolano Windi Graterol cuando logró una canasta tras un rebote ofensivo con 7 segundos restantes para poner a los Metros tres puntos arriba. En la última jugada del partido, Gerardo Suero de los Titanes erró un tiro de tres puntos para concluir el partido.
El capitán Víctor Liz y el puertorriqueño Alejandro Carmona lideraron a los Metros con 18 puntos cada uno, mientras que Eloy Vargas logró un doble-doble con 17 puntos y 11 rebotes, además mostró una impresionante defensa logrando 5 tapones y 2 robos, también se destacan las actuaciones del venezolano Windi Graterol quien logró 16 puntos y 9 rebotes, y Adris de León quien terminó con 11 puntos. Mientras que en la causa perdida, Gerardo Suero fue el líder del partido con 30 puntos a los que añadió 3 rebotes y 2 asistencias, James Maye le secundó con 28 puntos, mientras Rashad Jones-Jennings logró un doble-doble con 15 puntos y 10 rebotes.

### Partido 4
| 6 de julio de 2014 | Titanes del Distrito Nacional                                         | 80–75                | Metros de Santiago                                                  |                                                                                     |  |  |
|                    | Parciales: 16 - 10, 16 - 25, 23 - 25, 25 - 15                         |                      |                                                                     |                                                                                     |  |  |
|                    | Estadísticas Gerardo Suero 24 Rashad Jones-Jennings 17 José Fortuna 5 | Reporte Pts Reb Asts | Estadísticas 21 Víctor Liz 8 Eloy Vargas 3 W. Graterol y J. Ramírez | Pabellón: Pabellón de Voleibol del Centro Olímpico Juan Pablo Duarte, Santo Domingo |  |  |
| Serie empatada 2-2 |                                                                       |                      |                                                                     |                                                                                     |  |  |
|                    |                                                                       |                      |                                                                     |                                                                                     |  |  |

### Partido 5
| 9 de julio de 2014 | Metros de Santiago                                       | 81–70                | Titanes del Distrito Nacional                                         |                                                                      |  |  |
|                    | Parciales: 13 - 15, 24 - 18, 20 - 18, 24 - 19            |                      |                                                                       |                                                                      |  |  |
|                    | Estadísticas Víctor Liz 17 Joel Ramírez 9 Joel Ramírez 7 | Reporte Pts Reb Asts | Estadísticas 15 Gerardo Suero 12 Rashad Jones-Jennings 5 José Fortuna | Pabellón: Gran Arena del Cibao, Santiago de los Caballeros, Santiago |  |  |
| Metros lideran 3-2 |                                                          |                      |                                                                       |                                                                      |  |  |
|                    |                                                          |                      |                                                                       |                                                                      |  |  |

### Partido 6
| 11 de julio de 2014       | Titanes del Distrito Nacional                                      | 75–80                | Metros de Santiago                                                            |                                                                         |  |  |
|                           | Parciales: 16 - 25, 21 - 13, 23 - 22, 15 - 20                      |                      |                                                                               |                                                                         |  |  |
|                           | Estadísticas Gerardo Suero 29 Rashad Jones-Jennings 16 Rob Jones 3 | Reporte Pts Reb Asts | Estadísticas 21 Alejandro Carmona 9 Windi Graterol 2 W. Graterol y J. Ramírez | Pabellón: Palacio de los Deportes Virgilio Travieso Soto, Santo Domingo |  |  |
| Metros ganan la serie 4-2 |                                                                    |                      |                                                                               |                                                                         |  |  |
|                           |                                                                    |                      |                                                                               |                                                                         |  |  |

## Rosters

### Metros de Santiago
| Metros de Santiago   | Metros de Santiago | Metros de Santiago   | Metros de Santiago     |
| #                    | Nombre             | Nacionalidad         | Posición               |
| -------------------- | ------------------ | -------------------- | ---------------------- |
| 25                   | Ollie Bailey       | Estados Unidos       | Delantero de poder (4) |
| 23                   | Alejandro Carmona  | Puerto Rico          | Delantero de poder (4) |
| 10                   | Adris de León      | República Dominicana | Armador (1)            |
| 18                   | Joan Durán         | República Dominicana | Delantero (3)          |
| 13                   | Amaury Filion      | República Dominicana | Delantero de poder (4) |
| 19                   | Windi Graterol     | Venezuela            | Centro (5)             |
| 5                    | Víctor Liz         | República Dominicana | Escolta (2)            |
| 3                    | Osvaldo López      | República Dominicana | Delantero (3)          |
| 6                    | Juan Pablo Montás  | República Dominicana | Delantero de poder (4) |
| 20                   | Joel Ramírez       | República Dominicana | Armador (1)            |
| 34                   | Rome Sanders       | Estados Unidos       | Delantero de poder (4) |
| 16                   | Ricardo Soliver    | República Dominicana | Armador (1)            |
| 7                    | Ronald Tineo       | República Dominicana | Delantero de poder (4) |
| 30                   | Eloy Vargas        | República Dominicana | Centro (5)             |
| Dirigente: Tony Ruiz |                    |                      |                        |

### Titanes del Distrito Nacional
| Titanes del Distrito Nacional | Titanes del Distrito Nacional | Titanes del Distrito Nacional | Titanes del Distrito Nacional |
| #                             | Nombre                        | Nacionalidad                  | Posición                      |
| ----------------------------- | ----------------------------- | ----------------------------- | ----------------------------- |
| 5                             | Gregorio Adom                 | República Dominicana          | Delantero (3)                 |
| 1                             | Benjamín Colón                | República Dominicana          | Delantero de poder (4)        |
| 4                             | José Fortuna                  | República Dominicana          | Armador (1)                   |
| 24                            | Juan José García              | República Dominicana          | Delantero de poder (4)        |
| 2                             | Luis Guzmán                   | República Dominicana          | Escolta (2)                   |
| 16                            | Rashad Jones-Jennings         | Estados Unidos                | Centro (5)                    |
| 14                            | Robert Jones                  | Estados Unidos                | Delantero (3)                 |
| 11                            | James Maye                    | Estados Unidos                | Delantero (3)                 |
| 7                             | Danilo Núñez                  | República Dominicana          | Armador (1)                   |
| 38                            | Alex Rivas                    | República Dominicana          | Centro (5)                    |
| 19                            | Maxwell Soler                 | República Dominicana          | Delantero (3)                 |
| 10                            | Gerardo Suero                 | República Dominicana          | Escolta (2)                   |
| 35                            | Carlos Valdez                 | República Dominicana          | Delantero de poder (4)        |
| Dirigente: José Domínguez     |                               |                               |                               |

## Estadísticas

### Metros de Santiago
| Jugador           | PJ | PT | MPP  | TC%   | 3P%  | TL%   | RPP | APP | ROB | TPP | PPP  |
| ----------------- | -- | -- | ---- | ----- | ---- | ----- | --- | --- | --- | --- | ---- |
| Ollie Bailey      | 2  | 2  | 23.0 | 55.6  | 0.0  | 50.0  | 4.0 | 1.5 | 0.0 | 0.0 | 7.0  |
| Alejandro Carmona | 4  | 4  | 31.8 | 56.1  | 0.0  | 80.0  | 5.5 | 0.8 | 1.3 | 0.3 | 13.5 |
| Adris de León     | 6  | 0  | 16.3 | 40.5  | 23.5 | 76.5  | 1.5 | 1.3 | 1.0 | 0.2 | 7.8  |
| Joan Durán        | 1  | 0  | 2.0  | 100.0 | 0.0  | 0.0   | 0.0 | 0.0 | 0.0 | 0.0 | 2.0  |
| Amaury Filión     | 6  | 0  | 14.5 | 43.8  | 27.3 | 100.0 | 1.5 | 0.2 | 0.0 | 0.0 | 6.3  |
| Windi Graterol    | 6  | 6  | 27.7 | 60.0  | 0.0  | 78.6  | 5.7 | 1.2 | 1.2 | 0.3 | 11.8 |
| Víctor Liz        | 6  | 6  | 28.7 | 35.7  | 25.0 | 84.6  | 4.2 | 1.2 | 1.8 | 0.3 | 18.7 |
| Osvaldo López     | 5  | 0  | 3.2  | 50.0  | 66.7 | 0.0   | 0.0 | 0.0 | 0.0 | 0.0 | 1.2  |
| Juan Pablo Montás | 5  | 0  | 11.0 | 100.0 | 0.0  | 0.0   | 2.6 | 0.4 | 0.2 | 0.0 | 2.8  |
| Joel Ramírez      | 6  | 6  | 24.7 | 48.5  | 33.3 | 0.0   | 3.7 | 1.5 | 0.5 | 0.2 | 6.0  |
| Rome Sanders      | 6  | 0  | 11.7 | 50.0  | 0.0  | 100.0 | 4.0 | 0.2 | 0.0 | 0.2 | 2.0  |
| Ricardo Soliver   | 6  | 0  | 12.7 | 41.2  | 60.0 | 91.7  | 1.2 | 0.7 | 0.5 | 0.0 | 5.2  |
| Ronald Tineo      | 2  | 0  | 1.5  | 0.0   | 0.0  | 0.0   | 0.5 | 0.0 | 0.0 | 0.0 | 0.0  |
| Eloy Vargas       | 6  | 6  | 26.3 | 42.3  | 50.0 | 68.2  | 7.3 | 0.3 | 0.3 | 2.5 | 10.0 |

### Titanes del Distrito Nacional
| Jugador               | PJ | PT | MPP  | TC%  | 3P%  | TL%  | RPP  | APP | ROB | TPP | PPP  |
| --------------------- | -- | -- | ---- | ---- | ---- | ---- | ---- | --- | --- | --- | ---- |
| Gregorio Adom         | 1  | 0  | 2.0  | 0.0  | 0.0  | 0.0  | 1.0  | 0.0 | 0.0 | 0.0 | 0.0  |
| Benjamín Colón        | 6  | 1  | 15.2 | 31.6 | 37.5 | 58.3 | 3.5  | 0.2 | 0.5 | 0.7 | 3.7  |
| José Fortuna          | 6  | 6  | 29.8 | 41.2 | 60.0 | 0.0  | 2.3  | 2.5 | 2.0 | 0.0 | 5.3  |
| Juan José García      | 6  | 0  | 11.0 | 42.9 | 33.3 | 60.0 | 3.5  | 0.0 | 0.3 | 0.2 | 2.7  |
| Luis Guzmán           | 3  | 0  | 6.0  | 33.3 | 50.0 | 0.0  | 0.0  | 0.3 | 0.3 | 0.0 | 1.7  |
| Rashad Jones-Jennings | 6  | 6  | 31.2 | 48.7 | 0.0  | 50.0 | 14.5 | 0.3 | 1.5 | 0.2 | 7.7  |
| Robert Jones          | 6  | 6  | 29.5 | 38.5 | 28.0 | 47.4 | 4.8  | 1.5 | 0.7 | 0.3 | 12.7 |
| James Maye            | 6  | 6  | 35.5 | 43.3 | 31.4 | 93.6 | 2.8  | 1.0 | 0.7 | 0.0 | 20.7 |
| Danilo Núñez          | 6  | 0  | 9.5  | 43.5 | 0.0  | 77.8 | 0.5  | 1.0 | 0.3 | 0.0 | 4.5  |
| Alex Rivas            | 2  | 0  | 4.5  | 0.0  | 0.0  | 0.0  | 1.0  | 0.0 | 0.0 | 0.0 | 0.0  |
| Maxwell Soler         | 4  | 0  | 4.0  | 0.0  | 0.0  | 0.0  | 0.3  | 0.0 | 0.0 | 0.3 | 0.0  |
| Gerardo Suero         | 5  | 5  | 38.0 | 39.5 | 27.5 | 72.4 | 5.0  | 1.6 | 1.6 | 0.2 | 25.2 |
| Carlos Valdez         | 1  | 0  | 3.0  | 0.0  | 0.0  | 0.0  | 0.0  | 0.0 | 0.0 | 0.0 | 0.0  |